# Matriu identitat

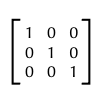
Model de matriu identitat.

En l'àlgebra lineal, la matriu identitat és una matriu quadrada que compleix la propietat de ser l'element neutre del producte matricial. Això significa que el producte de qualsevol matriu per la matriu identitat (on sigui que estigui definit el producte) no té cap efecte:
{\displaystyle AI=IA=A}
on {\displaystyle A} és una matriu quadrada de dimensions {\displaystyle n\times n} i {\displaystyle I} és la matriu identitat de mida {\displaystyle n}.
La columna i-èsima d'una matriu identitat és el vector unitari ei d'una base vectorial immersa en un espai vectorial de dimensió n.
Com el producte de matrius només té sentit si les seves dimensions són compatibles, existeixen infinites matrius identitat segons les dimensions. S'escriu In o Idn la matriu identitat de dimensió n, que es defineix com la matriu diagonal que té 1 en cada una de les entrades de la diagonal principal, i 0 en la resta. Així,
{\displaystyle I_{1}={\begin{pmatrix}1\\\end{pmatrix}},\ I_{2}={\begin{pmatrix}1&0\\0&1\\\end{pmatrix}},\ I_{3}={\begin{pmatrix}1&0&0\\0&1&0\\0&0&1\\\end{pmatrix}},\ \ldots ,\ I_{n}={\begin{pmatrix}1&0&\cdots &0\\0&1&\cdots &0\\\vdots &\vdots &\ddots &\vdots \\0&0&\cdots &1\\\end{pmatrix}}}
Usant la notació que a vegades es fa servir per a descriure concisament les matrius diagonals, resulta:
{\displaystyle I_{n}=\operatorname {diag} (1,1,\ldots ,1)}
Si la grandària és immaterial, o es pot deduir de forma trivial pel context, aleshores s'escriu simplement com I (o Id).
També es pot escriure usant la notació delta de Kronecker:
{\displaystyle I_{ij}=\delta _{ij}}
o, encara de forma més senzilla, 
{\displaystyle I=(\delta _{ij})}
La matriu identitat d'ordre n pot ésser també considerada com la matriu permutació que és l'element neutre del grup de matrius de permutació d'ordre n.